# Afrikaanse honingbij

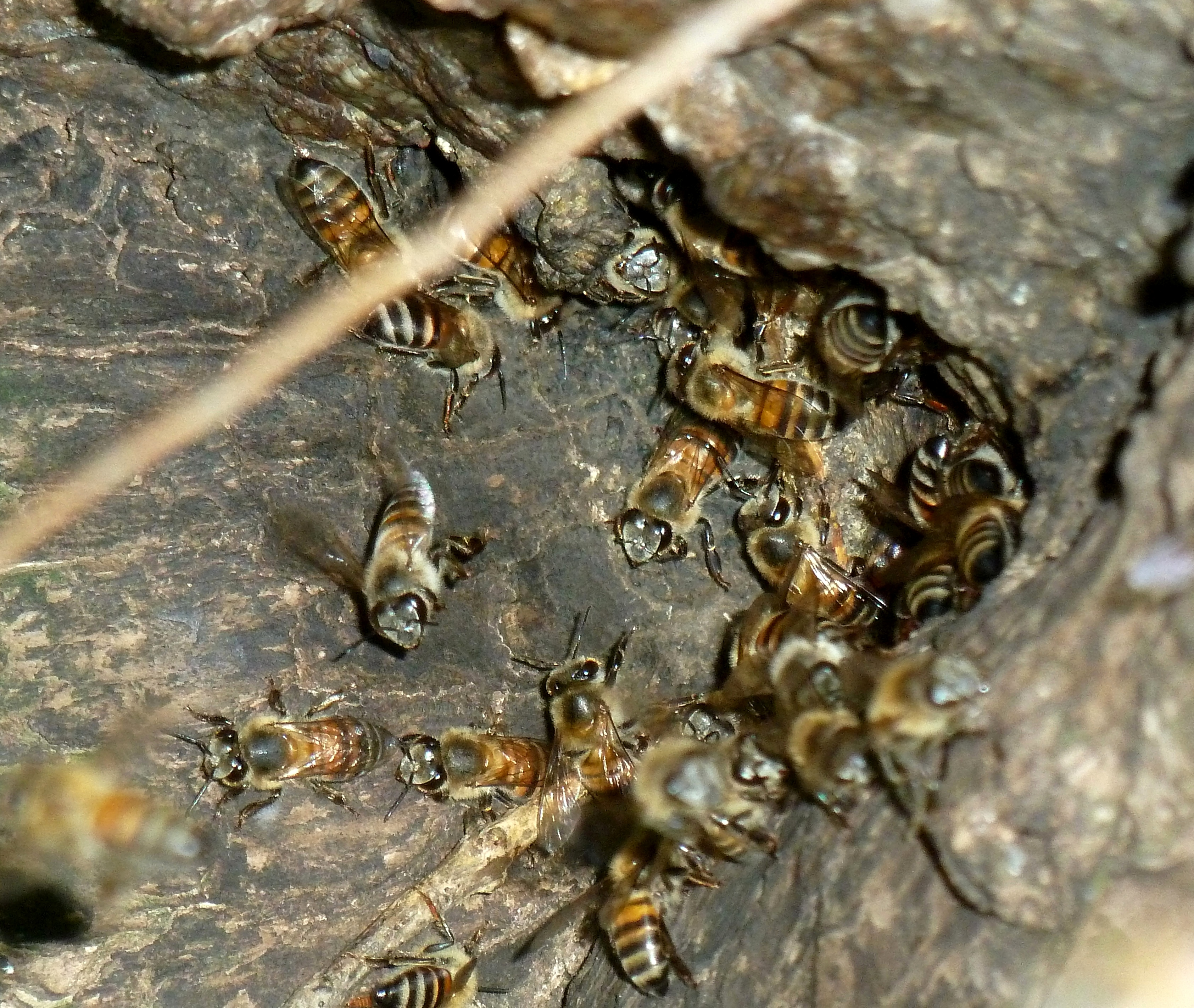
Een nest in een rots.

De Afrikaanse honingbij (Apis mellifera scutellata) is een ondersoort van de honingbij. De bijensoort komt voor in centraal- en Zuid-Afrika. De Afrikaanse honingbij is een van de bijensoorten waaruit door kruising de geafrikaniseerde honingbij ("killer bee") is ontstaan.
Afrikaanse honingbijen zijn in vergelijking met de meeste bijen agressiever en hebben de neiging tot zwermen. Ook tellen bijenvolken naar verhouding meer wachters en wordt ook eerder en met meer bijen tegelijk aangevallen wanneer iets dat de bijen als bedreiging zien in de buurt komt. Deze agressie is voordelig in een tropische omgeving met veel concurrenten die de honing roven. 
Afrikaanse honingbijen lijken sterk op de Kaapse bij (Apis mellifera capensis) die zuidelijker in Afrika leven, hoewel de laatsten wat groter zijn. De gelijkenis is vaak zo treffend dat werksters van de Kaapse bij het nest van een Afrikaanse honingbij kunnen betreden zonder te worden gestoken. Op deze manier kan een werkster van de Kaapse bij een nest van de Afrikaanse honingbij binnendringen, en deze langzaam overnemen door eitjes te leggen, waaruit in tegenstelling tot andere bijensoorten geen darren maar werksters komen. Deze nieuwe werksters zullen de voedselverhoudingen in het nest ontwrichten. Een steeds groter deel van het volk zal hierdoor uit Kaapse bijen bestaan, totdat de Afrikaanse koningin verhongerd is en de korf is overgenomen. Hierdoor worden Afrikaanse honingbijen langzaam uit noordelijk Zuid-Afrika verdrongen door (door Zuid-Afrikaanse imkers daar ingevoerde) Kaapse bijen.
Een enkele Afrikaanse bij is niet gevaarlijker dan de gewone honingbij, maar als zwerm reageren ze sneller op eventuele indringers. Zo sturen ze gemiddeld drie tot vier keer zoveel werksters af op iets dat ze als bedreiging zien.